# Bende van Vijf
De Bende van Vijf (ゴーゴー五つ子ら・ん・ど, Gōgō itsutsuko-ra ndo) is een Japanse animeserie. De originele Japanse titel van het programma is Go! Go! Itsutsugo Land! en de serie was in Japan in 2001 en 2002 te zien op de zender TBS. In Nederland werd de serie uitgezonden door Fox Kids en Jetix tussen 27 december 2004 en 31 december 2005, en later herhaald door Disney Channel. In totaal telt de serie 50 afleveringen. De titel van de Engelstalige nasynchronisatie, waarop de Nederlandstalige versie gebaseerd is, luidt Let's Go Quintuplets.

## Verhaal
Krystal, Karl, Harold, Austin en Karly zijn slechts een paar minuten na elkaar geboren en samen vormen ze de beroemde Millervijfling. Maar de kinderen lijken in het geheel niet op elkaar. Het is vreemd dat ze uit hetzelfde gezin komen. Elk heeft zijn eigen merkwaardige persoonlijkheid en unieke talent. Karl is de oudste en neemt zijn verantwoordelijkheid bijzonder serieus. Harold is de boekenworm en wil de Nobelprijs winnen. Krystal weet helemaal zeker dat ze ooit een filmster gaat worden en deelt daarom al handtekeningen uit. Karly wil de wereld en alle dieren redden (behalve kikkers). Austin, de kleinste uit het gezin, wil later een echte superheld worden - een detective of iets anders. Of de kinderen nu onder hun afspraak met de tandarts uit willen komen, een plan maken om een wedstrijd te winnen of hun verjaardag op één dag tegelijk vieren, het loopt bijna altijd in de soep.

## Nederlandse stemmen
- Overige stemmen: Lotte Horlings, Barend Van Zon

| Personage              | Stemacteur/actrice          |
| ---------------------- | --------------------------- |
| Krystal Miller         | Marlies Somers              |
| Karl Miller            | Lotte Horlings              |
| Harold Miller          | Nurlaila Karim              |
| Austin Miller          | Maura Renardel de Lavalette |
| Karly Miller           | Laura Vlasblom              |
| Bridget                | Jannemien Cnossen           |
| Juffrouw Kadinski      | Jannemien Cnossen           |
| Agent Collins          | Jeroen Keers                |
| Daniël                 | Rolf Koster                 |
| Vader van de vijfling  | Rolf Koster                 |
| Moeder van de vijfling | Sophie Hoeberechts          |
| Vanessa                | Melise de Winter            |